# Lupia

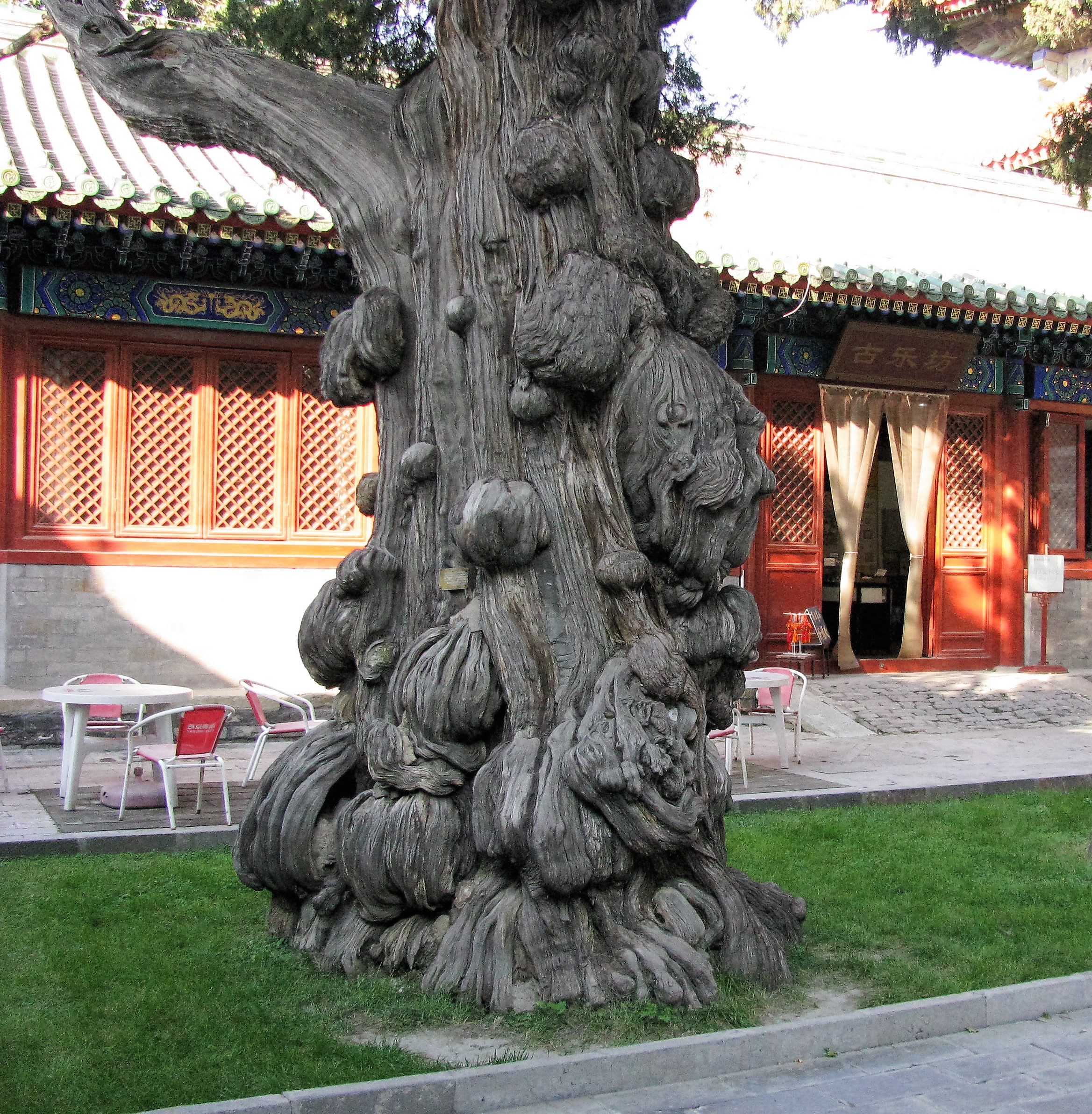
Varios nudos en un viejo ciprés en el Templo de Confucio de Beijing, en China

Una lupia o lobanillo es un abultamiento redondeado formado en el tronco o las ramas de un árbol, generando deformaciones cuya madera está llena de pequeños nudos producidos por yemas latentes. La madera de estas excreencias, conocida comercialmente como madera de raíz, es muy apreciada en ebanistería por su bello aspecto.

## Descripción
Una lupia es un tipo de agalla que afecta al tejido leñoso de las plantas, resultado de alguna perturbación sufrida por un árbol. Puede ser causada por una lesión a través de la que se introducen en la planta los microorganismos que generan el crecimiento desordenado de las fibras leñosas. La mayoría de los nódulos se desarrollan bajo del suelo, adheridos a las raíces como un tipo de tumores que generalmente no se descubren hasta que el árbol muere o se cae. Estos nudos a veces aparecen como grupos de protuberancias bulbosas conectadas por un sistema de raíces en forma de cuerda. Casi toda la madera del nódulo está recubierta por corteza, incluso si está bajo tierra. Las causas más habituales que generan estos nódulos son los ataques de los insectos, la poda o la fractura accidental de las ramas, que propician las infecciones causadas por hongos, mohos, bacterias o virus.
En algunas especies de árboles, los nudos pueden crecer hasta alcanzar grandes tamaños. Entre los más grandes, se encuentran los formados en las secuoyas costeras (Sequoia sempervirens),  en las que alcanzan tamaños de hasta 26 pies (8 m), y pueden rodear todo el tronco. Cuando hay humedad, estos nudos pueden hacer crecer nuevas secuoyas. Otro lugar donde se han localizado algunas de las lupias más grandes del mundo es Port McNeill (Columbia Británica).
Uno de los nudos más grandes conocidos se encontró alrededor de 1984 en la pequeña ciudad de Tamworth, Nueva Gales del Sur. Estaba situado a 6,4 pies (2 m) de altura, con una forma extraña que se asemeja a un trombón. En enero de 2009, este nódulo fue retirado de su ubicación original de manera controvertida y trasladado a una escuela pública en la ciudad de Dubbo, en el centro de Nueva Gales del Sur.[cita requerida]

## Madera de raíz

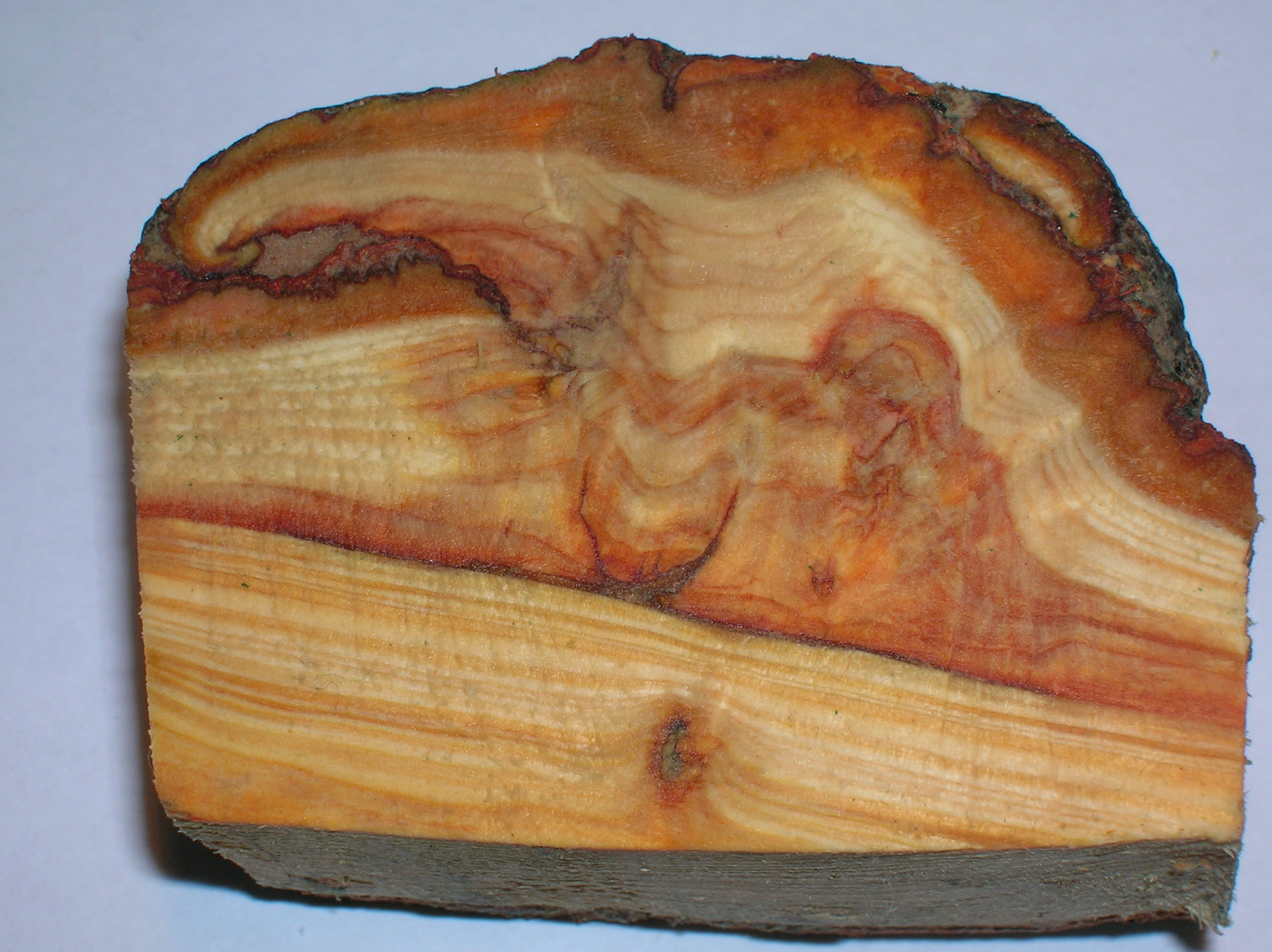
Madera de raíz de alerce en bruto (Ayrshire, Escocia)

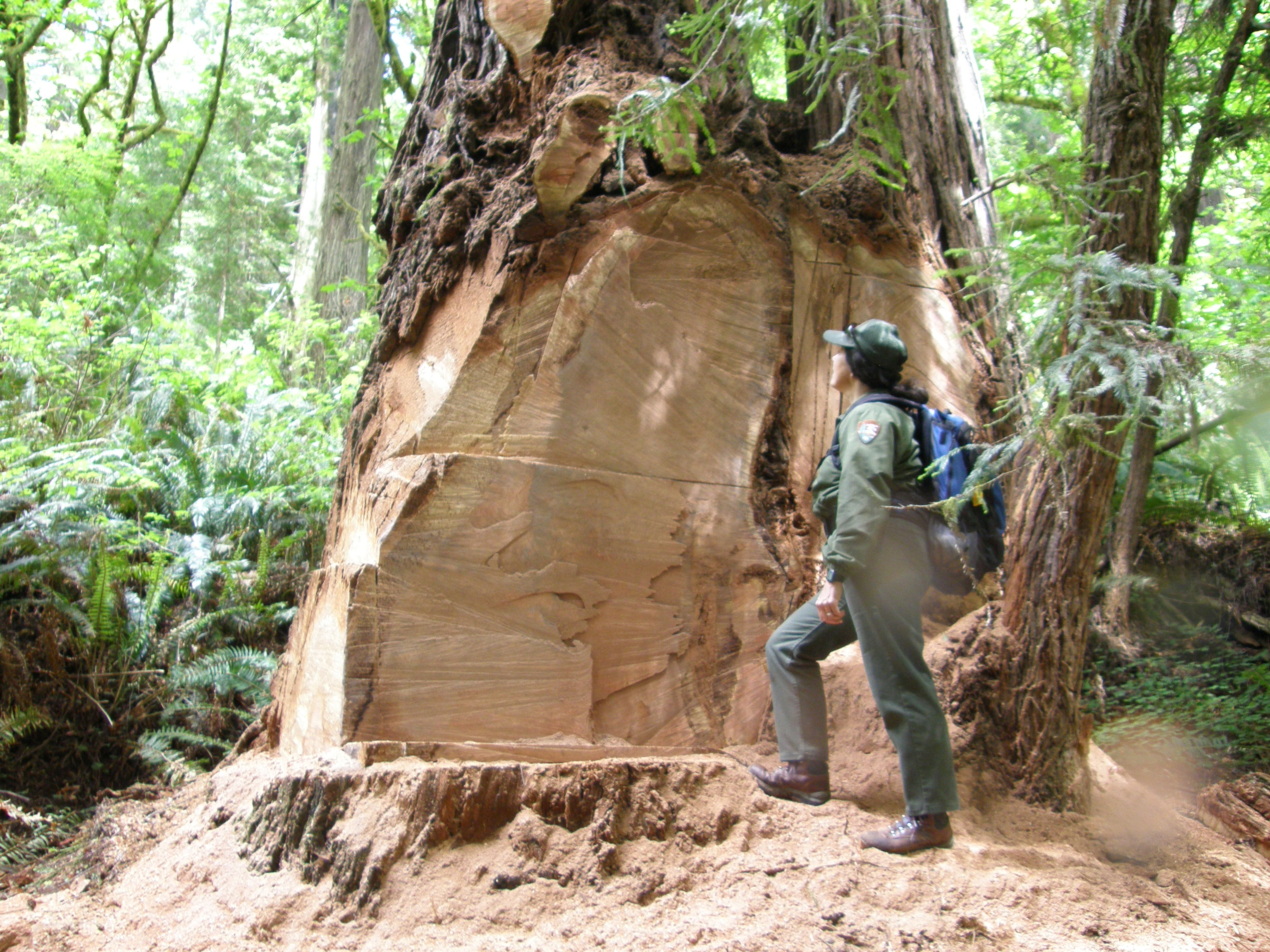
Un guardabosques inspecciona una secuoya talada ilegalmente para obtener madera de raíz (Parque nacional y estatal de Redwood, California)

Las lupias producen la madera de raíz, un tipo peculiar de madera muy apreciada por su belleza y rareza, caracterizada por el aspecto arremolinado de sus fibras. Es utilizada por fabricantes de muebles, artistas y escultores de madera. Hay varios tipos bien conocidos de madera de raíz (cada uno de una especie en particular). Son muy valorados, y se cortan en chapas para muebles, incrustaciones en puertas, marcos de cuadros, objetos domésticos, paneles y molduras interiores de automóviles, instrumentos musicales y torneado de madera. 
La madera de raíz es muy difícil de trabajar con herramientas manuales o en un torno, porque su veta está retorcida y entrelazada, lo que hace que se astille y se rompa de manera impredecible. Esta "veta salvaje" hace que sea extremadamente densa y resistente a las roturas, siendo adecuada para fabricar cuencos y las mazas utilizadas para martillar cinceles y clavar clavijas de madera.
Pese a lo que parece indicar su nombre, la madera de raíz no se extrae de las raíces de los árboles, sino que como ya se ha comentado, procede de las excreencias que se forman en los troncos de numerosos tipos de árboles, entre los que se pueden citar por su interés comercial especies como abedul, castaño, arce, eucalipto, fresno, nogal o sequoia.

## Furtiveo
Las grandes secuoyas de los parques nacionales en el oeste de los Estados Unidos (incluso en los parques nacionales y estatales de Redwood), han sido objeto del robo de lupias de gran tamaño, debido al gran valor  de la madera de raíz. Los furtivos a menudo cortan los nudos de los lados de los troncos con motosierras, lo que expone al árbol a infecciones y enfermedades, o talan todo el árbol para robar los nudos situados más arriba.
Jeff Denny, supervisor del sector de la costa de secuoyas del parque estatal, alienta a quienes compran madera de raíz a preguntar de dónde proviene y a asegurarse de que se obtuvo legalmente. Los métodos legales de adquisición incluyen árboles de terrenos privados despejados para nuevos desarrollos y de empresas madereras con los correspondientes permisos.

## Lupias en diferentes especies

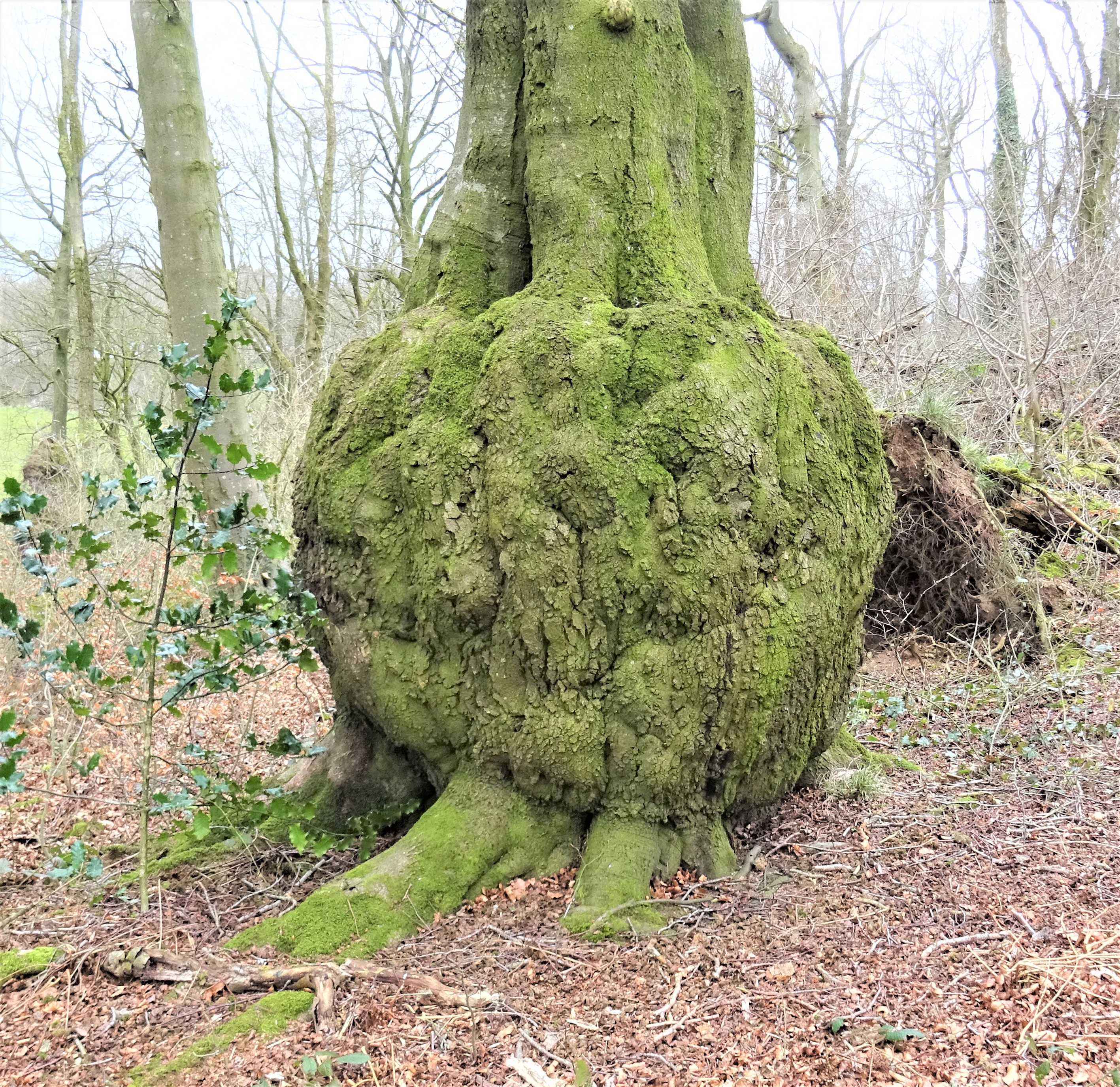
Fagus sylvatica en un bosque en Lainshaw, Escocia
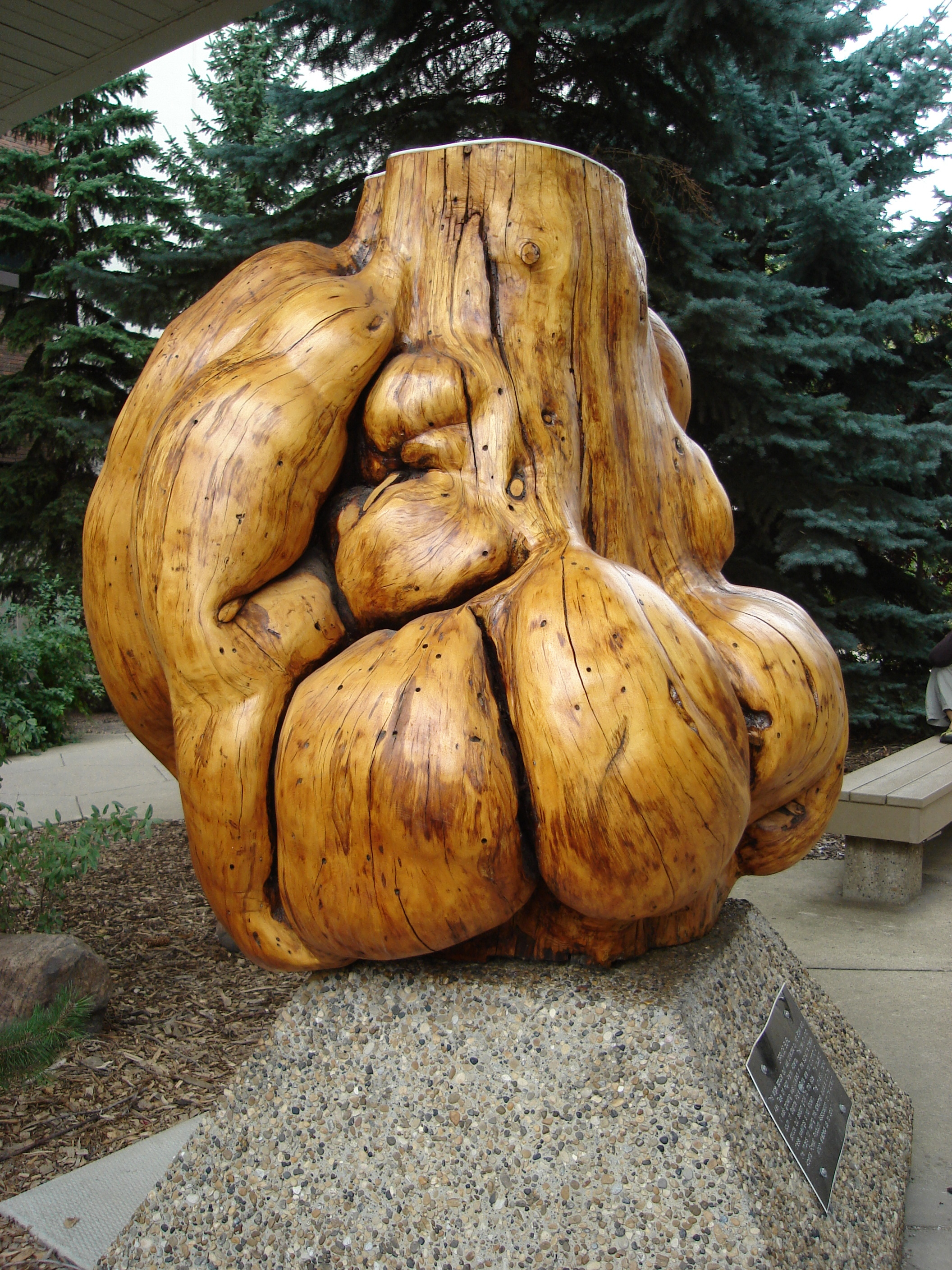
Lupias de 50 x 40 x 42 plg (127 x 101,6 x 106,7 cm) en un abeto expuesto en la (Universidad de Alberta)
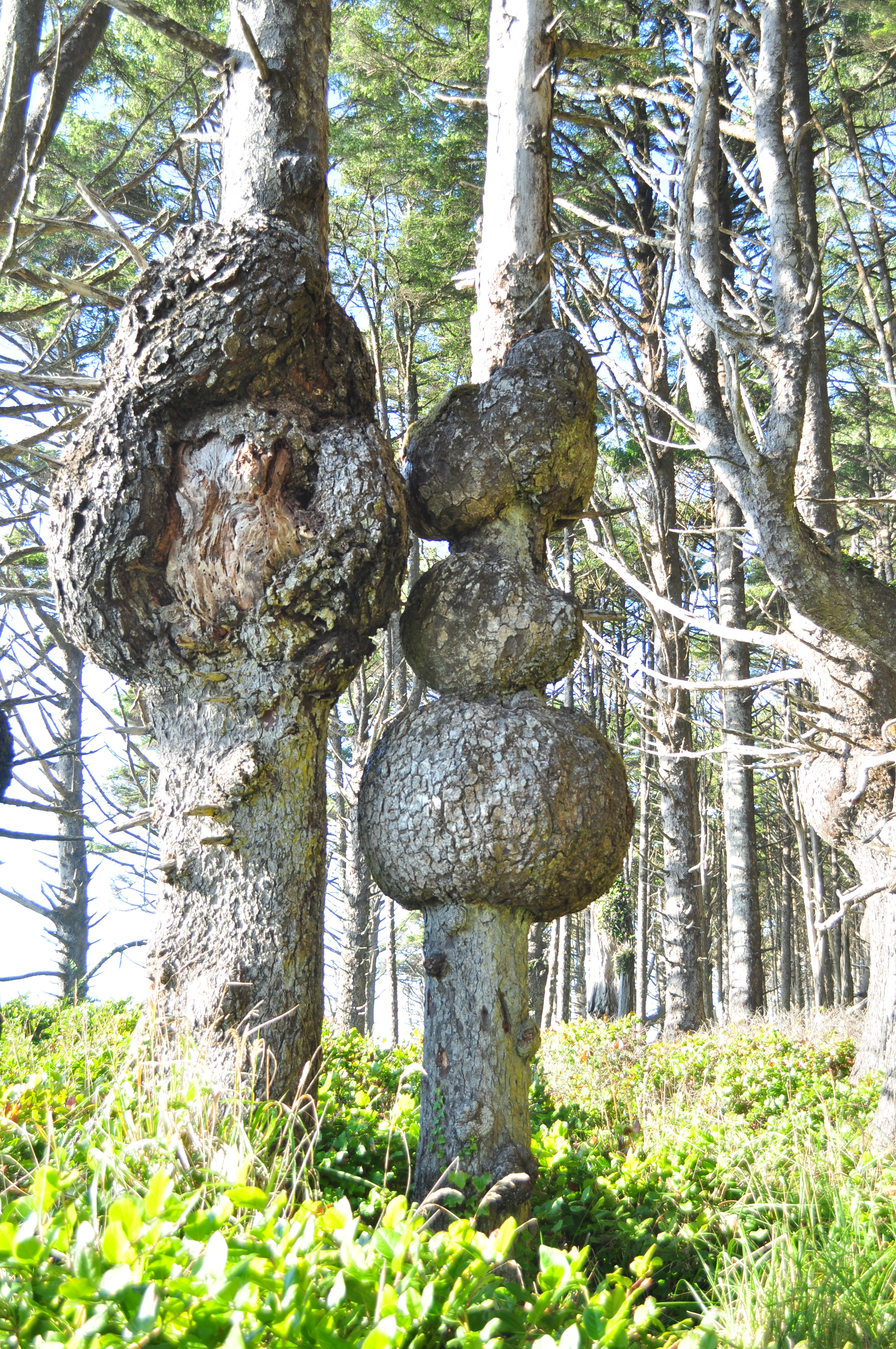
Nudos en  una picea de Sitka, Parque nacional Olympic estado de Washington
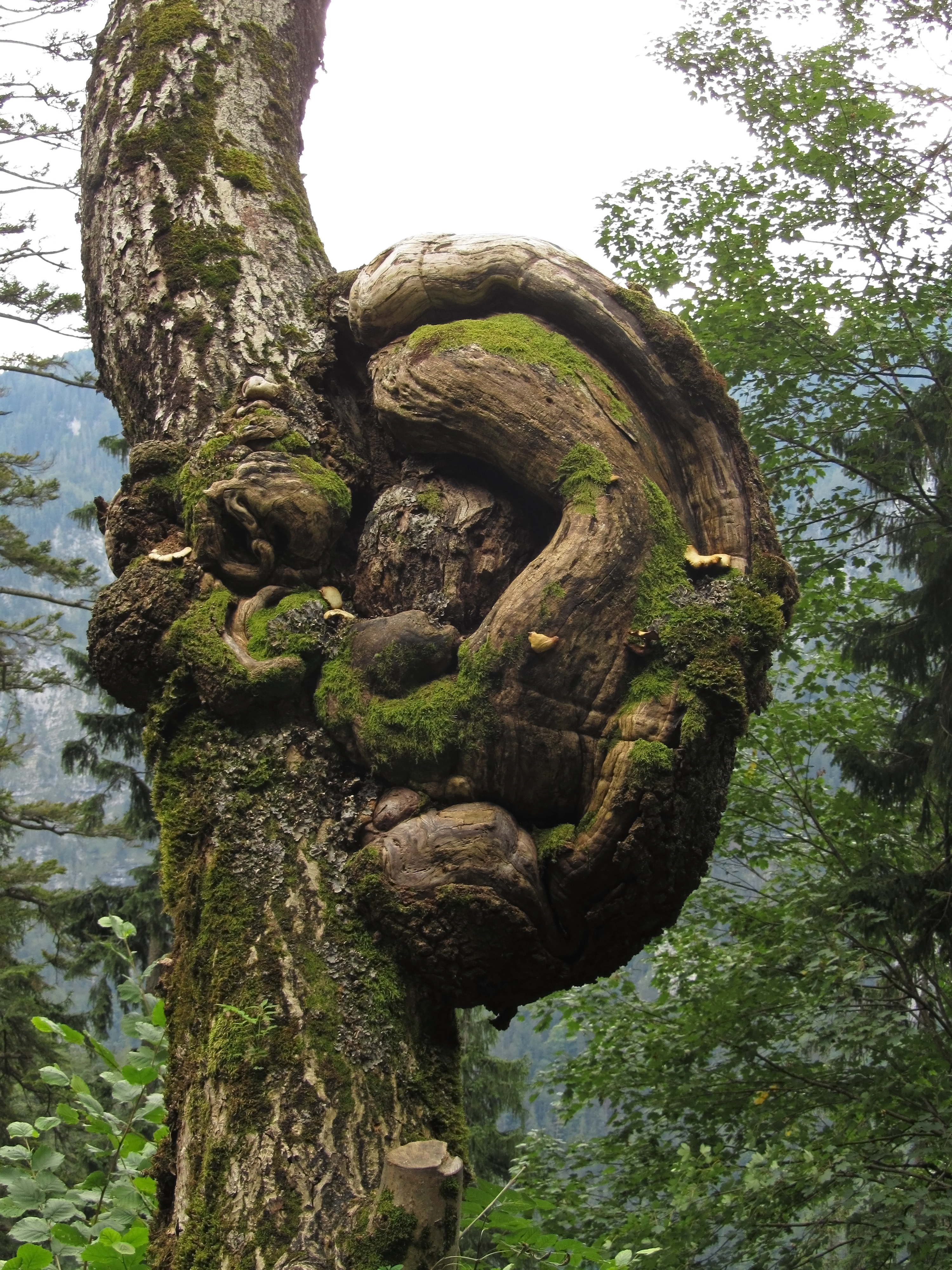
Lupia cerca de Palfau, en el centro de Austria
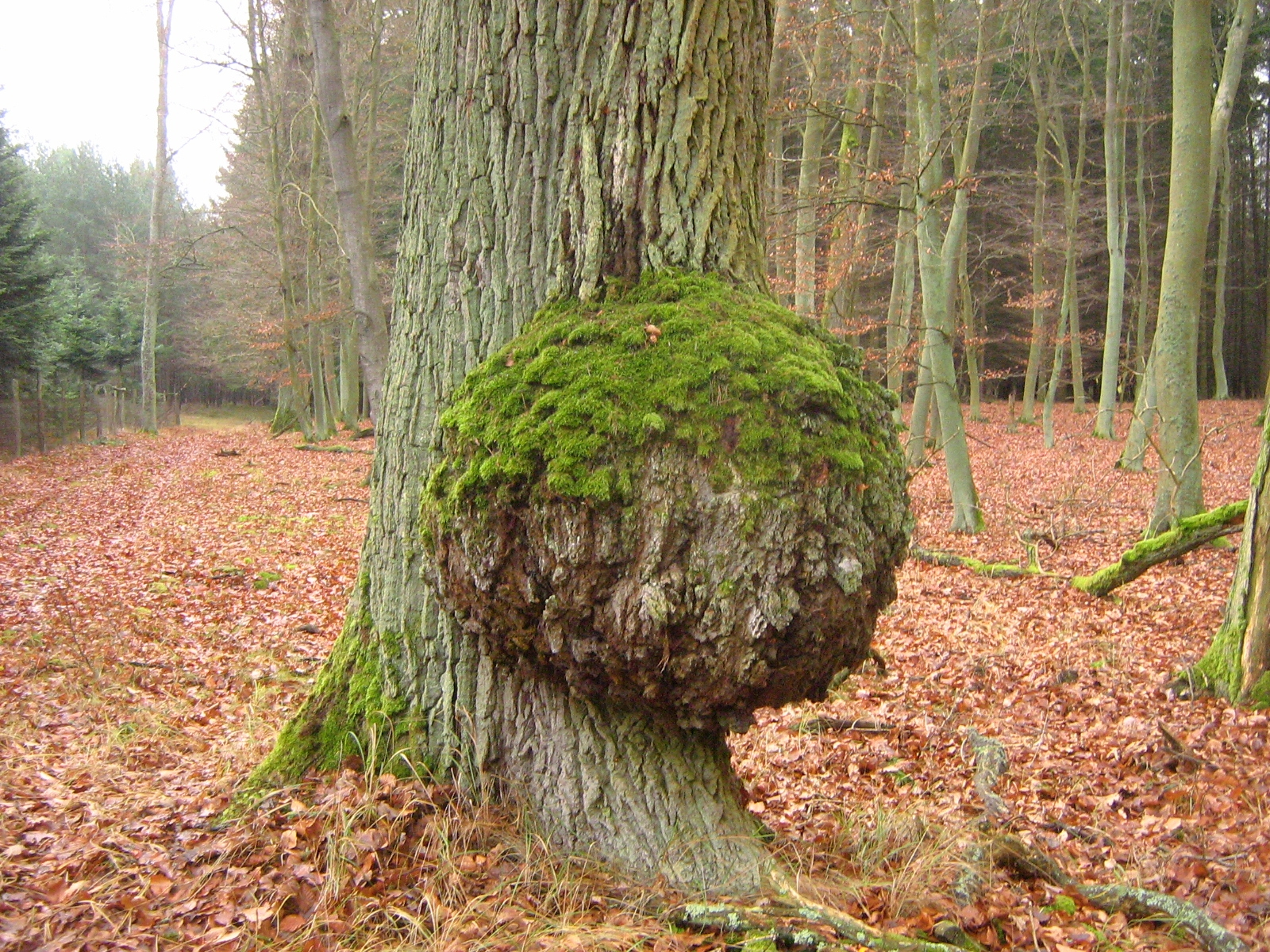
Roble albar en Alemania

## Lecturas relacionadas
- Corbett, Stephen (2006). The Illustrated Professional Woodworker. London: Anness Publishing. ISBN 978-0-681-22891-7.
- Powers, Steven S. (2005). North American Burl Treen: Colonial & Native American. Brooklyn: S. Scott Powers Antiques. ISBN 978-0-9760635-0-6.
- James, Susanne (1984). «Lignotubers and Burls: Their Structure, Function and Ecological Significance in Mediterranean Ecosystems». Botanical Review 50 (3): 225-66. doi:10.1007/BF02862633.
- Rankin, William Howard (1918). «Mistletoe Burl and Witches'-Broom». Manual of Tree Diseases. pp. 214-5. OCLC 1652501.
- White PR (April 1958). «A Tree Tumor of Unknown Origin». Proceedings of the National Academy of Sciences of the United States of America 44 (4): 339-44. Bibcode:1958PNAS...44..339W. PMC 335423. PMID 16590202. doi:10.1073/pnas.44.4.339.
- Zalasky, Harry (1975). «Low-temperature-induced cankers and burls in test conifers and hardwoods». Canadian Journal of Botany 53 (21): 2526-35. doi:10.1139/b75-277.
- Funk, A. (1982). «Therrya canker of spruce in British Columbia». Canadian Journal of Plant Pathology 4 (4): 357-61. doi:10.1080/07060668209501277.
- White PR, Millington WF (February 1954). «The distribution and possible importance of a woody tumor on trees of the white spruce, Picea glauca». Cancer Research 14 (2): 128-34. PMID 13126948.